# 雄固霸新河
雄固霸新河也称友谊河、雄固霸排洪沟，位于中华人民共和国河北省中部，是大清河流域北部地区一条的排沥河道。雄固霸新河起自河北省高碑店市辛立庄镇许家营村，蜿蜒向东南流经高碑店市东南部、雄县东北部和霸州市西部等地区，于霸州市霸州镇前卜庄村东南汇入中亭河。河长42.5千米，汇流面积627平方千米。